# Ricardo Le Fort
Pour les articles homonymes, voir Le Fort.
Pas d'image ? Cliquez ici

a Compétitions nationales et continentales officielles uniquement.

b Matchs officiels uniquement.
Dernière mise à jour le 8 novembre 2021.

Ricardo Agusto Le Fort, né le 13 octobre 1965 à San Miguel de Tucumán (Argentine), est un ancien joueur de rugby argentin, évoluant au poste de talonneur.

## Carrière

### Clubs Successifs
- Tucumán Rugby Club

### équipe nationale
Ricardo Le Fort a connu 16 sélections internationales en équipe d'Argentine, il fait ses débuts  le 27 octobre 1990 contre l'équipe d'Irlande : défaite 20 à 18 à Dublin.
Sa dernière apparition comme Puma a lieu le 17 octobre 1995 contre l'équipe d'Italie : victoire 26-6 à Tucuman.

## Palmarès

### Sélections nationales
- 16 sélections en équipe d'Argentine
- Nombre de sélections par année : 2 en 1990, 5 en 1991, 2 en 1992, 3 en 1993, 4 en 1995.

- Participation à la Coupe du monde de rugby : 1991 (2 matchs comme titulaire).